# 郎樱
郎樱（1941年4月29日—），籍贯北京，中华人民共和国第一代史诗学家，中国社会科学院荣誉学部委员。1965年毕业于中央民族学院维吾尔语言文学专业，先后于中国民间文艺研究会、中国艺术研究院音乐研究所、中国社会科学院民族文学研究所工作，在中国社科院民文所期间，历任北方民族文学研究室主任、研究所副所长、院咨询委员会委员等职。现任中国社会科学院民族文学研究所研究员，兼任中国社会科学院研究生院博士导师，中央民族大学文学院文学系、喀什大学文学院兼职教授。同时也是中国《玛纳斯》史诗研究会副会长，国家社会科学基金项目评委，国家非物质文化遗产保护工作专家委员会委员。
郎樱主要学术专长包括突厥语民族文学与史诗。因长期梳理和研究史诗《玛纳斯》，出版过包括《〈玛纳斯〉论析》《〈玛纳斯〉论》等著作，被称为代中国玛纳斯学奠基人。也因此获得国家民族事务委员会和中华人民共和国文化部的嘉奖，获吉尔吉斯共和国达纳克尔勋章，获中国文学艺术界联合会终身成就奖（民间文艺）。

## 生涯

### 早年生涯
民国三十年（1941年）4月29日，郎樱出生于天津市，不久和父母迁居北平市。在北京师范大学附属女子中学就读时，因受到苏联电影《乡村女教师》的影响，郎樱立志成为老师，到边区执教。然而因为父亲的右派身份，郎樱错过了进入北京师范大学的机会。1960年高中毕业后，郎樱选择就读中央民族学院维吾尔语言文学专业。

### 前往新疆
1963年底大学三年级实习时，郎樱首次前往新疆，实习地点在阿瓦提公社。因为挂任大队妇女队长，让郎樱有机会参加当地维吾尔族的婚葬、节庆等民俗活动。郎樱在阿瓦提公社度过了半年。1965年7月，郎樱从中央民族学院毕业，本以为会安排到新疆工作的郎樱在马学良的推荐下，进入中国民间文艺研究会工作。
郎樱在中国民间文艺研究会的首份工作就是到新疆克孜勒苏柯尔克孜自治州阿图什，加入史诗《玛纳斯》工作组。在缺食缺电的情况下，郎樱和工作组的同事们工作了9个月，主要工作是白天纪录柯尔克孜族玛纳斯大师居素甫·玛玛依演唱，夜里挑灯翻译。除了翻译工作，郎樱也和工作组一起前往阿合奇县、乌恰县、阿克陶县等地，普查史诗。工作组离开阿图什前，六部《玛纳斯》已完成翻译，但因为文化大革命的打断，翻译好的《玛纳斯》并未完成整理和抄写。

### 翻译工作
文化大革命期间，郎樱被下放五七干校度过6年时光。期间，郎樱在中华人民共和国文化部在静海县团泊洼的农场进行过割麦子、插水稻等农活。劳动之余，郎樱学会了日语。
1976年，郎樱调至文化部艺术研究院音乐研究所，继续翻译工作。1979年，郎樱等人前往喀什市、阿克苏县、库车县、拜城县、吐鲁番县等地考察包括维吾尔族达斯坦在内的新疆民间文艺现状。1980年，郎樱加入中华人民共和国文化部艺术研究院赴日代表团，到日本拜访学者、参观大学。
在音乐研究所期间，郎樱完成对日本学者岸边成雄作品《伊斯兰音乐》、日本学者伊庭孝作品《日本音乐史》、台湾学者吕柄川的日文作品《台湾原住民音乐》等著作及多篇音乐研究文章的翻译，也翻译了伊犁木卡姆歌词、维吾尔赛乃姆等艺术作品。同时编纂《外国音乐家的故事》等著作、发表《中国燕乐与日本雅乐之比较》等论文。

### 社科院生涯
1983年，郎樱调至中国社会科学院少数民族文学研究所。进入少数民族文学研究所后，郎樱初评聘为助理研究员，其首个工作是研究《福乐智慧》，并利用一年时间前往新疆考察、翻译，最终完成中华人民共和国首部系统研究《福乐智慧》的著作——《〈福乐智慧〉与东西方文化》。此后，郎樱又发表《论维吾尔英雄史诗〈乌古斯传〉》等论文。
1986年，国家社会科学基金开始覆盖中国少数民族史诗，郎樱因曾直接参加过《玛纳斯》的翻译工作，开始负责国家社会科学基金项目的子项，柯尔克孜族史诗的研究工作。这一年夏季，郎樱在新疆伊犁、喀什、克州等地，调研新疆多个民族民间文学的传承、现状、研究等状况。1987年，郎樱评聘为副研究员，同年升任中国社会科学院民族文学研究所西北文学研究室主任。1989年，郎樱再次前往阿图什市、乌恰县境内柯尔克孜族的牧区，调查玛纳斯奇的演述、传承、保护情况。1991年，郎樱因为对《玛纳斯》的翻译和研究获得中华人民共和国文化部、国家民族事务委员会的表彰和奖励。次年，郎樱评聘为研究员。1993年，郎樱升任中国社会科学院民族文学研究所副所长。1998年，郎樱赴阿图什、阿合奇采访居素甫·玛玛依及其家人、朋友。这段时间，郎樱《玛纳斯》居素甫·玛玛依唱本作为主要研究对象，完成《〈玛纳斯〉论》《〈玛纳斯〉论析》等多部关于史诗《玛纳斯》的学术专著或普及读本。其中《〈玛纳斯〉论》在2001年获由中国文学艺术界联合会、中国民间文艺家协会主办的首届中国民间文艺“山花奖”学术著作奖一等奖。
自1993年起，郎樱除了履行副所长职责和研究新疆多个民族史诗外，先后至韩国汉城、土耳其安卡拉、瑞典斯德哥尔摩等地参加学术活动。其中1995年8月，吉尔吉斯共和国比什凯克参加“史诗《玛纳斯》千年纪念研讨会”，并至玛纳斯、塔拉斯参观。另外，郎樱分别于2000年和2002年两次前往日本研修、考察，对阿伊努族历史文化与中国北方民族文化、阿伊努族英雄歌《尤卡拉》与中国北方民族史诗进行比较研究。在中国大陆，郎樱于1995年至新疆阿勒泰地区考察新疆岩画及其文化。2003年4月前往中国广西壮族自治区田阳县调查壮族史诗《布洛陀》祭祀仪式。另外，郎樱还负责国家社会科学基金项目《中国各民族关系研究》，参与项目成果《中国各民族文学关系研究》的编撰、评审、修改。

### 老年深耕
2003年10月郎樱卸任副所长，开始有足够时间投入到田野调查之中。郎樱开始承担中国社科院院级项目“柯尔克孜族史诗调查与研究”，研究对象从《玛纳斯》延伸到所有柯尔克孜族史诗。郎樱从2003年开始连续数年，至少到新疆13个柯尔克孜族乡，采访至少70人，对至少40位史诗歌手建档，对其表演录音、录像。
2006年7月，中华人民共和国国家非物质文化遗产保护工作专家委员会成立，郎樱为委员（民间文学及语言）。2010年，中国社会科学院增补一批中国社会科学院荣誉学部委员，郎樱是其中之一。2011年10月26日，郎樱获吉尔吉斯共和国授予的“达纳克尔勋章”。2023年11月23日，郎樱获中国文学艺术界联合会授予的“中国终身成就奖（民间文艺）”。

## 研究成果
郎樱编撰过多本著作，其中出版的主要有《〈福乐智慧〉与东西方文化》（新疆人民出版社，1992年）、《〈玛纳斯〉论析》（内蒙古大学出版社，1991年）、《柯尔克孜族民间文学概览》（合著）（克孜勒苏柯文出版社，1992年）、《中国少数民族史诗〈玛纳斯〉》（浙江教育出版社，1995年）、《〈玛纳斯〉论》（内蒙古大学出版社，1999年）、《北方民族文学比较研究》（民族出版社，2012年）等。郎樱也与他人合编过书籍、丛书，包括扎拉嘎合作主编《中国各民族文学关系研究》（贵州人民出版社，1995年）；与仁钦道尔吉合作主编“中国史诗研究丛书”（内蒙古大学出版社，1999年-2002年）。在《民族文学研究》《西域研究》等期刊上发表如《〈玛纳斯〉的悲剧美》《西域与中原文化交流》等60余篇论文（截止2024年）。